# 羅秉忠
羅 秉忠（ら へいちゅう、生年不詳 - 1480年）は、明代の軍人。もとの名は克羅俄領占。

## 生涯
沙州衛都督僉事のコンジライ（困即来）の末子として生まれた。1444年（正統9年）、父が死去すると、兄の喃哥が父の都督僉事の職を嗣ぎ、克羅俄領占は指揮使に任じられて、沙州衛の事務を協同で監理した。1447年（正統12年）3月、喃哥は英宗の命を受けて1200人を率いて内地の東昌衛と平山衛に移住した。11月、喃哥が死去すると、克羅俄領占は都指揮使となり、兄に代わってその部衆を率いた。
1449年（正統14年）、英宗が土木の変でオイラト軍に捕らえられると、北京の朝廷は降人が機会に乗じて兵乱を起こすのを恐れ、降人を南方に移そうと図っていた。ちょうど貴州で苗族の乱が起こったため、都督の毛福寿が南征し、克羅俄領占は都督僉事に抜擢されて、部衆を率いて反乱征討に向かった。戦功を重ねて左都督となった。1457年（天順元年）、克羅俄領占は羅秉忠の姓名を賜った。1461年（天順5年）、曹欽が反乱を起こすと、非漢民族の官には曹欽に従う者が多かった。秉忠も反乱に加担して獄に下され、その家産を没収された。1463年（天順7年）、自ら弁明する文章を上書して、釈放された。1467年（成化3年）、兵部尚書の程信が山都掌の少数民族の乱を討つことになると、秉忠は游撃将軍として従軍した。程信の軍が永寧に到着すると、兵を六道に分けて進軍させた。秉忠は金鵝江から進み、反乱軍を破った。1468年（成化4年）8月、順義伯に封じられた。1480年（成化16年）2月、死去した。諡は栄壮といった。子孫に指揮使の職が世襲された。